# Mysidetes morbihanensis
Mysidetes morbihanensis is een aasgarnalensoort uit de familie van de Mysidae. De wetenschappelijke naam van de soort is voor het eerst geldig gepubliceerd in 1995 door Ledoyer.